# Цветан Минков (писател)
Вижте пояснителната страница за други личности с името Цветан Минков.
Цветан Николов Минков е български историк, критик, писател и фолклорист.

## Биография и творчество
Цветан Николов Минков е роден на 8 май 1891 г. в Лом, в семейството на гимназиален учител. Завършва средното си образование в родния си град и в продължение на година е учител в село Горна Гнойница. През 1914 г. завършва славянска филология в Софийския университет „Св. Климент Охридски“.
След дипломирането си работи като гимназиален учител в Лом, Бургас и София, и една година в Педагогическия институт в град Ихтиман. През 1948 г. се пенсионира в III мъжка гимназия в София.
Литературният му дебют е през 1909 г. с хумористични стихове в сп. „Барабан“. След участието си в Първата световна война публикува литературна критика. Негови материали са публикувани в сп. „Гражданка“ (Бургас), „Литературна беседа“ (Пловдив), „Демократически преглед“, „Читалище“, „Българска мисъл“, „Училищен преглед“, „Листопад“, „Съдба“, на вестниците „Мисъл и воля“ и „Литературен глас“. В периода 1927 – 1928 г. е редактор в литературния седмичник „Глобус“. Участва в редакцията на библиотеките „Литературни разбори“ и „Родна книга“. След 9 септември 1944 г. сътрудничи активно в повечето периодични издания.
Автор е на дванадесет исторически романа и на много разкази. Пише очерци за писателите Петко Р. Славейков, Любен Каравелов, Христо Ботев, Стоян Михайловски, Иван Вазов, Йордан Йовков, Пейо Яворов, Димчо Дебелянов, и др. Събира много образци на народното творчество, които издава в сборниците „Народни балади“ (1937), „Мене ме, мамо, змей люби. Митически народни песни“ (1956), и др.
Член е на СБП и член-основател на дружеството на филолозите-слависти в България.
Цветан Минков умира на 13 март 1967 г. в София.

## Произведения

### Самостоятелни романи
- Цар Симеон (1929)
- Приключенията на един китаец (1930)
- Снопът на Кубрата (1930)
- Раковски (1931)
- Васил Левски (1932)[3]
- Македонският Цар (1935?) – библиотека „Древна България“ год. 14 № 292
- Три синджира роби (1935)
- Св. Наум (1935)
- Чипровското въстание (1937)
- Страхът на българоубиеца (1938) – библиотека „Древна България“
- Цар Петър (1939)
- Три пори (1941) – библиотека „Древна България“
- Кървави дни (1944) – библиотека „Древна България“

### Сборници
- Народни балади (1937)
- Мене ме, мамо, змей люби. Митически народни песни (1956)

### Документалистика
- Жената в поезията (1926)
- Софроний Врачански (1936)
- Христо Ботйов: Живот и творчество (1938)
- Очерки по българска литература (1946)
- Найчо Цанов (1947)
- Момчето от Загоричане (1959) – за Димитър Благоев